# Köttorgshallen

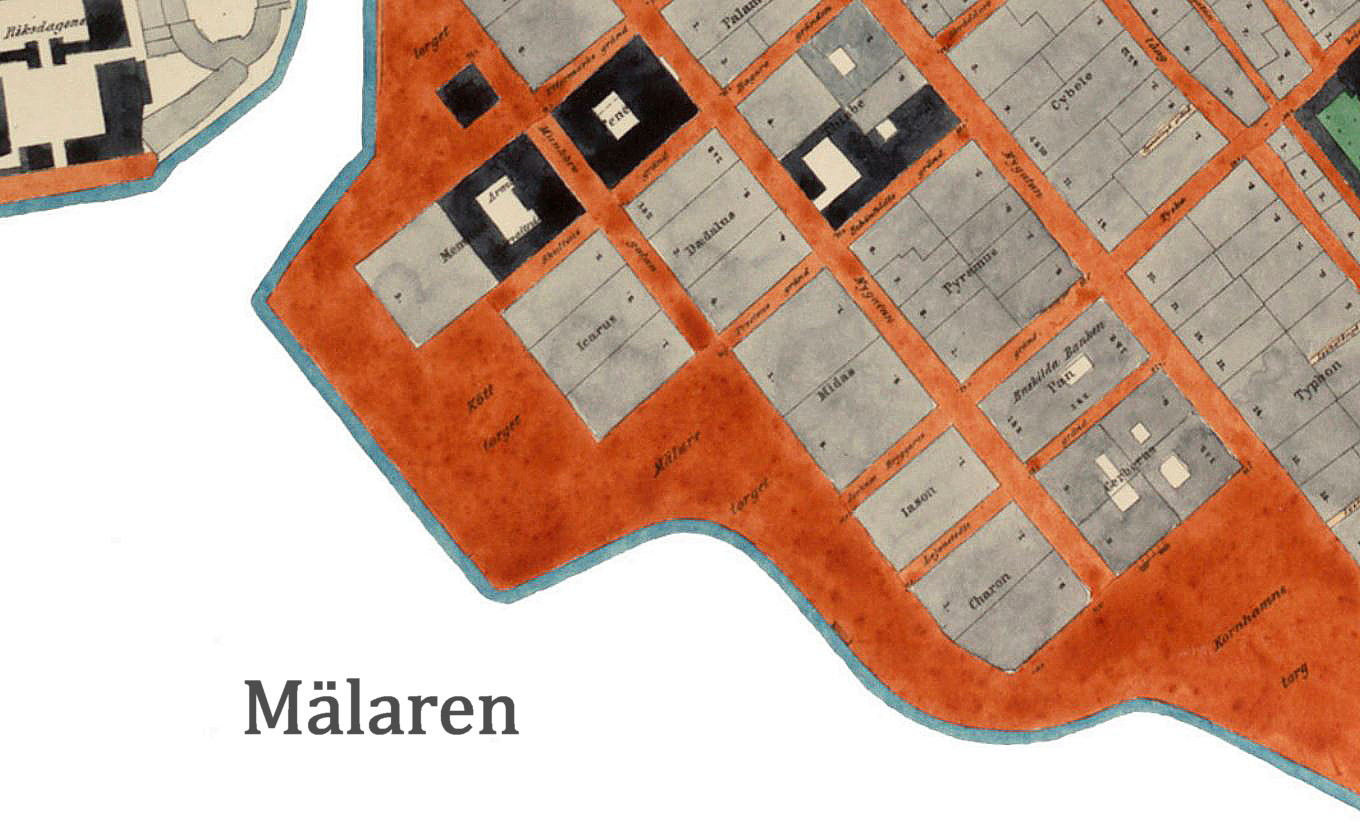
Köttorget och Mälartorget 1863.

Köttorgshallen var en saluhall belägen vid Köttorget intill Riddarfjärden på västra Gamla stan i Stockholm. Köttorgshallen uppfördes 1875 och var då Stockholms och Sveriges första saluhall. Köttorgshallen utökades 1918 med en mindre norra hall även kallad Munkbrohallen. Båda revs i början av 1950-talet för att bereda plats för tunnelbanan och Centralbron.

## Historik

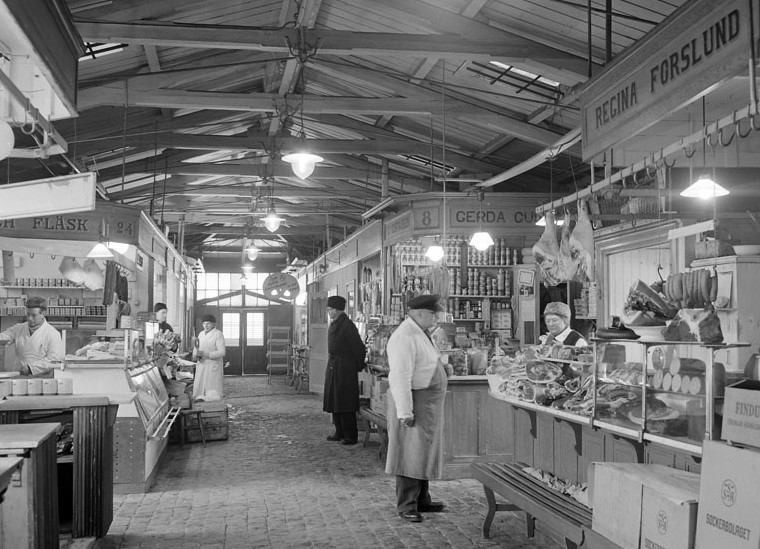
Köttorgshallen, interiör, 1952.

På Jonas Brolins karta från 1771 kallades området Wästra- eller Inrikeshamn. Namnet Köttorget förekommer på kartor första gången 1863. Här bedrevs huvudsakligen kötthandel med Mälaröarnas bönder som kom med sina båtar till kajen mellan Riddarholmen och Söderström, sedermera även kallad Munkbrohamnen. Lantmannaprodukter från Mälarregionen torgfördes vid närbelägna Mälartorget. Till en början skedde handeln uteslutande under bar himmel. 
Kajen och torget ombyggdes på 1870-talet i samband med tillkomsten av  Sammanbindningsbanan. Köttorget delades då av järnvägen som dock gick på en viadukt och torgtrafiken kunde fortfarande passera fritt därunder. Förslagen att bereda torghandeln skydd i särskilda hallbyggnader ledde till beslut om uppförande av Köttorgshallen (utl. 35/1873). Hallen stod färdig 1875 och därmed kunde en del av kötthandeln flytta in under tak. 
Hallen var en enkel konstruktion och Stockholms och Sveriges första permanenta saluhall. Staden ville ha hallen så enkel som möjlig då man ville avvakta närmare erfarenheter, innan man beslöt om uppförande av mera solida hallar. Köttorgshallen visade sig dock genast helt motsvara förväntningarna beträffande frekvens och lönsamhet. Efter drätselnämndens förslag beslöts därför år 1879 att låta bygga en bättre utrustad och solidare hall vid Hötorget som kom att kallas Hötorgshallen.  Den första Hötorgshallen (riven 1953) var en byggnad i klassisk saluhallsstil ritad av Axel Fredrik Nyström.
Köttorgshallen var en långsmal träbyggnad med en mittengång och salustånd till höger och vänster. Den innehöll 64 saluplatser som uthyrdes av Stockholms stad medan ståndsinredningen tillhörde respektive hyresgäst. År 1914 kom restriktioner beträffande livsmedelshandel på öppna salutorg och 1918 uppfördes därför en något mindre norra saluhall med 42 salustånd. Det var en putsad stenbyggnad med takfönster som kom att kallas Munkbrohallen.
Slutet för Köttorget med Köttorgshallen och Munkbrohallen kom i början av 1950-talet. De revs för att bereda plats när Gamla stans tunnelbanestation och Centralbron anlades och Sammanbindningsbanans spår fick sitt nuvarande utförande.

## Historiska bilder

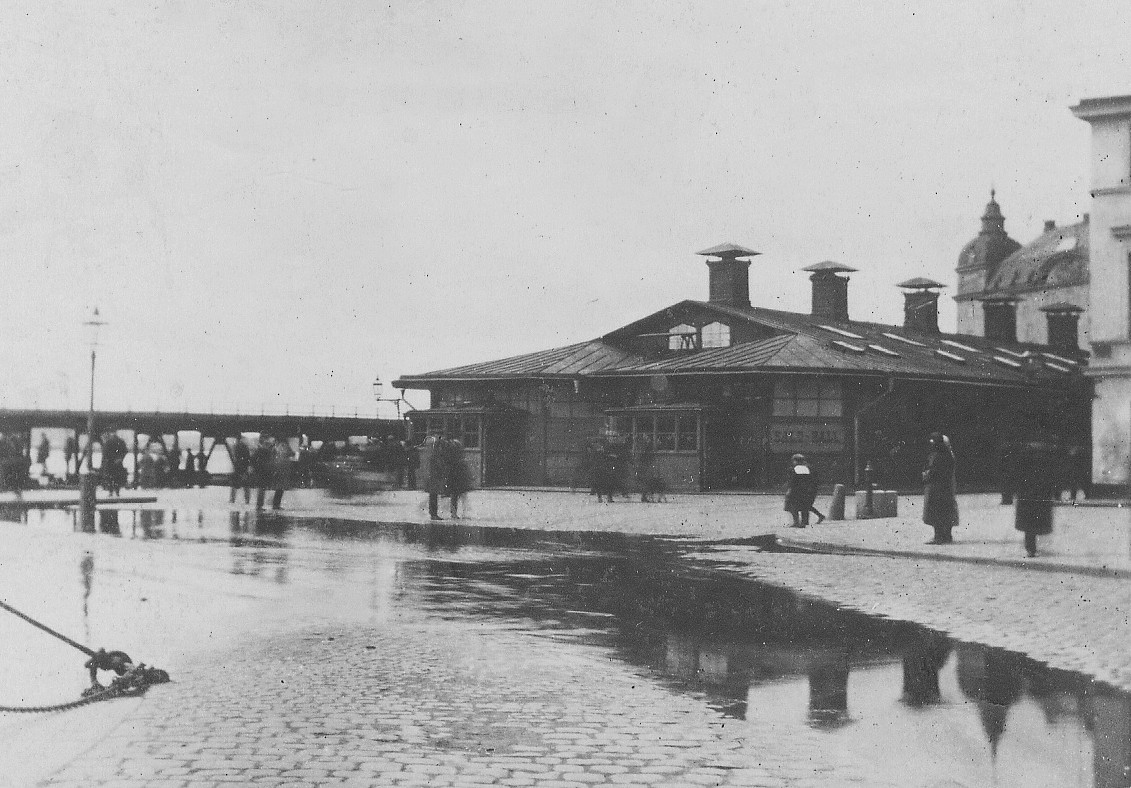
Södra Köttorgshallen 1904.
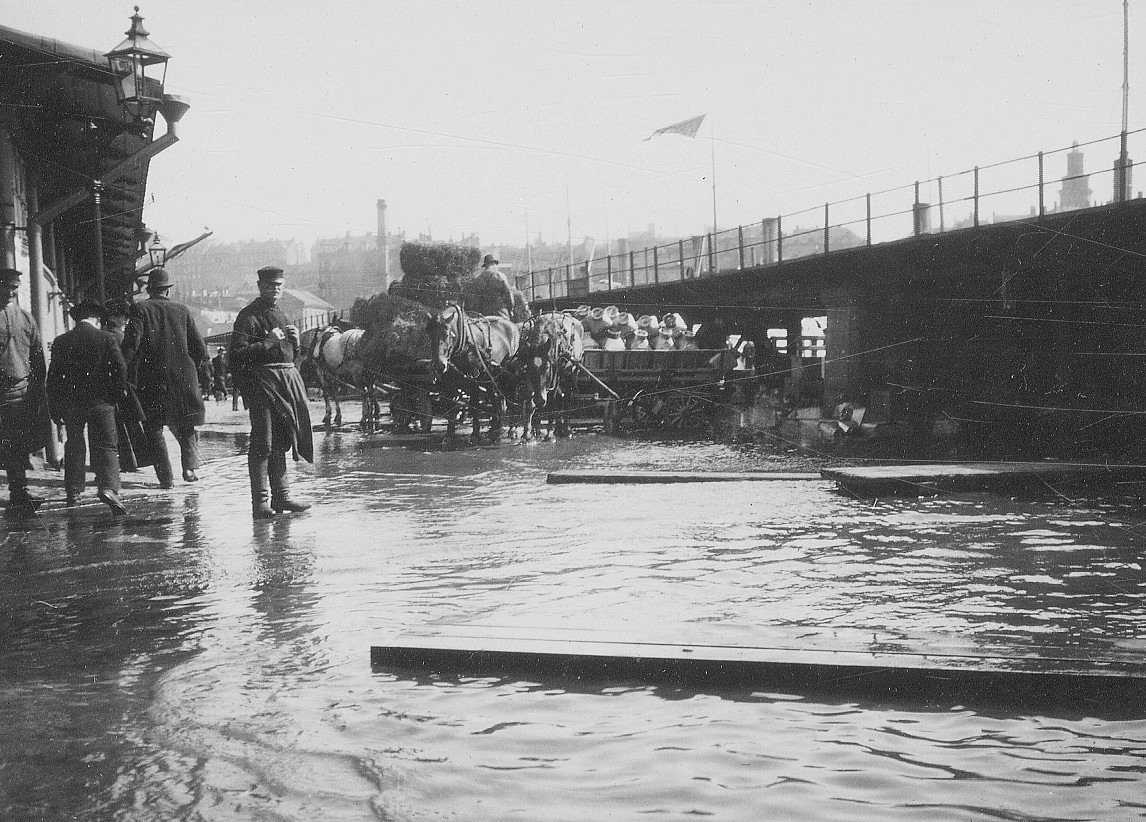
Översvämning på Köttorget 1904.
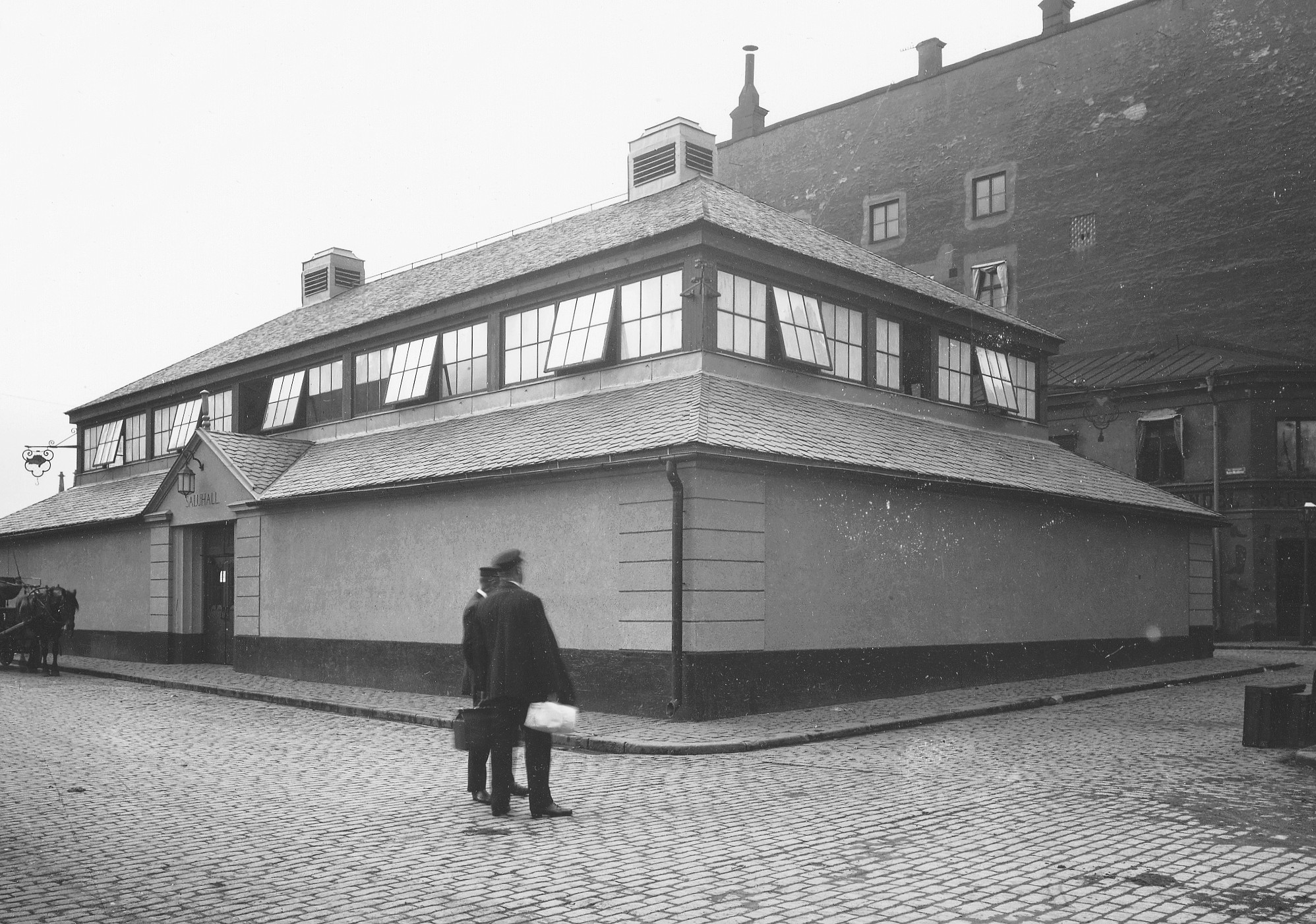
Norra Köttorgshallen 1920-tal. Även kallad Munkbrohallen.
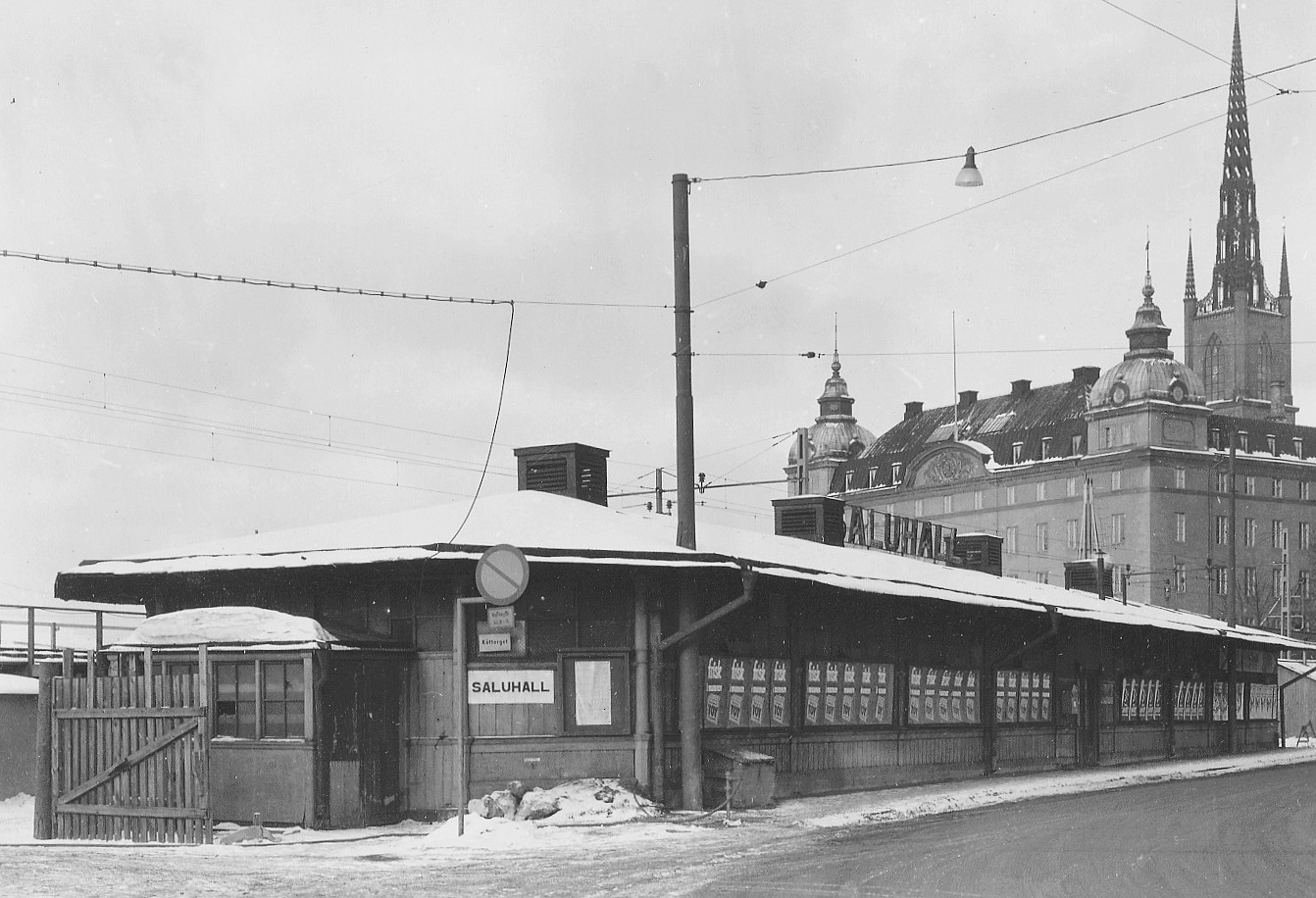
Södra Köttorgshallen kort innan rivningen 1954.